# Teoria fali pilotującej

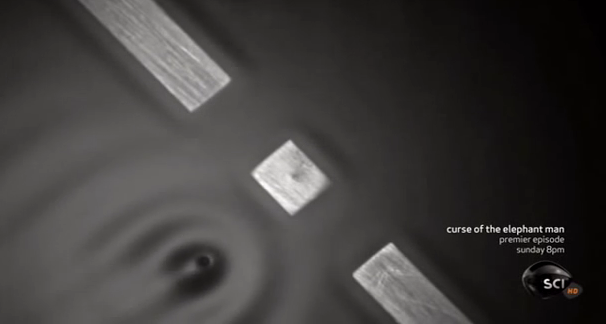
Eksperymenty Coudera, „materializujące” model fali pilotującej.

Teoria fali pilotującej – pierwsza znana teoria zmiennych ukrytych zaprezentowana przez Louisa de Broglie w 1927, później zapomniana, a następnie odkryta ponownie i ulepszona przez Davida Bohma, nazywana obecnie teorią de Broglie’a-Bohma. Teoria ta pozbawiona jest problemów, jakie istnieją w standardowej interpretacji mechaniki kwantowej, jak natychmiastowy kolaps funkcji falowej oraz problem pomiaru (znany jako paradoks kota Schrödingera).
Teoria ta jest teorią nielokalną, co oznacza, że na ruch danej cząstki ma natychmiastowy wpływ ruch innych cząstek układu. Nielokalność ta nie pozwala jednak na przesyłanie informacji z prędkością większą niż prędkość światła w próżni, dlatego nie jest sprzeczna z teorią względności.
Teoria fali pilotującej jest jedną z szeregu interpretacji mechaniki kwantowej. Jak dotąd nie wykryto żadnych eksperymentalnych różnic między przewidywaniami teorii fali pilotującej a przewidywaniami standardowej interpretacji mechaniki kwantowej.

## Historia
W swojej publikacji z 1926 Max Born zasugerował, że funkcja falowa równania falowego Schrödingera reprezentuje gęstość prawdopodobieństwa znalezienia cząstki.
Dla tego pomysłu de Broglie rozwinął teorię fali pilotującej i wypracował funkcję dla fali pilotującej. Z początku, zaproponował on podejście podwójnego rozwiązania, w którym obiekt kwantowy zawiera falę fizyczną (falę-u) w przestrzeni rzeczywistej, mającą sferyczny, osobliwy region, który powoduje zachowania podobne cząstkom. W tej początkowej formie teorii nie postulował istnienia kwantowej cząstki. Później sformułował teorię, w której cząstce towarzyszy fala pilotująca i zaprezentował ja na Konferencji Solvay w 1927. Jednak Wolfgang Pauli wyraził przypuszczenie, że taki model nie byłby poprawny w przypadku nieelastycznego rozpraszania cząstek. De Broglie nie znalazł na to odpowiedzi i wkrótce porzucił podejście fali pilotującej. W przeciwieństwie do Davida Bohma, de Broglie nigdy nie rozwinął swojej teorii tak, aby objęła przypadek wielu cząstek.
W 1932, John von Neumann opublikował pracę, w której dowodził, że wszystkie teorie zmiennej ukrytej są niemożliwe (dowód ten zawierał jednak błąd, co odkryła trzy lata później Grete Hermann, lecz nie zostało to zauważone przez środowisko naukowe przez ponad pięćdziesiąt lat).
W 1952 David Bohm ponownie odkrył teorię fali pilotującej; obecnie teoria ta nosi nazwą teorii de Broglie-Bohma.
Teoria de Broglie-Bohma być może nie byłaby zauważona przez większość fizyków, gdyby nie John Bell, który w 1987 poznał prace Grete Hermann i pokazał środowisku naukowemu, że zastrzeżenia wysuwane przez Pauliego i von Neumanna tak naprawdę dowodziły jedynie, że teoria fali pilotującej nie jest lokalna.
Teoria de Broglie-Bohma ostatecznie została uznana za poprawną interpretację mechaniki kwantowej i stanowi poważną alternatywę wobec najbardziej dotąd popularnej interpretacji kopenhaskiej; co istotne, teoria ta pozbawiona jest paradoksu pomiaru, nękającego standardową interpretację mechaniki kwantowej.
Yves Couder, wraz ze współpracownikami, odkryli niedawno makroskopowy model teorii fali pilotującej w formie wędrujących kropel, co pozwala w makroskopowych doświadczeniach wizualizować zjawiska charakterystyczne dla mechaniki kwantowej.

## Teoria fali pilotującej

### Zasady
Teoria fali pilotującej jest teorią zmiennych ukrytych, przy czym
- jest teorią obiektywnego realizmu (tzn. zakłada, że rzeczywistość istnieje niezależnie od obserwatora);
- jest deterministyczna.

Położenia i pędy cząstek są zmiennymi ukrytymi w tym sensie, że każda cząstka posiada jednocześnie ściśle określone położenie i pęd w każdej chwili czasu. Jednak nie można zmierzyć dokładnie obu tych wielkości jednocześnie, gdyż każdy pomiar jednej zaburza wartość drugiej – zgodnie z zasadą nieoznaczoności Heisenberga.
Zbiór cząstek ma odpowiadającą sobie falę materii, ewoluującą zgodnie z równaniem Schrödingera. Każda cząstka podąża deterministyczną trajektorią, kierowaną przez falę pilotującą. Zbiorczo, gęstość cząstek dopasowuje się do wysokości amplitudy funkcji falowej. Funkcja falowa nie podlega działaniom cząstek i może istnieć jako pusta funkcja falowa.
Teoria ujawnia nielokalność, która jest dana jawnie w nierelatywistycznych sformułowaniach mechaniki kwantowej, i używa jej do spełnienia twierdzenia Bella. Efekty nielokalności są kompatybilne z teorią niekomunikacyjną, co zapobiega komunikacji z prędkością nadświetlną.

### Konsekwencje
Teoria fali pilotującej pokazuje, że możliwa jest realistyczna i deterministyczna teoria zmiennych ukrytych, odtwarzająca wyniki eksperymentów mechaniki kwantowej. Ceną za to jest nielokalność.

## Podstawy matematyczne
Aby otrzymać falę pilotującą dla elektronu, kwantowy lagranżjan
{\displaystyle L(t)={\frac {1}{2}}mv^{2}-(V+Q),}
gdzie {\displaystyle Q} jest potencjałem, związanym z siłą kwantową (cząstkę pchaną funkcją falową), jest całkowany po jednej trajektorii (którą porusza się elektron). Prowadzi to do następującej formuły propagatora Bohma:
{\displaystyle K^{Q}(X_{1},t_{1};X_{0},t_{0})={\frac {1}{J(t)^{\frac {1}{2}}}}\exp \left[{\frac {i}{\hbar }}\int _{t_{0}}^{t_{1}}L(t)\,dt\right].}
Propagator ten pozwala w skali czasu precyzyjnie śledzić elektron, będący pod wpływem potencjału kwantowego {\displaystyle Q.}

### Wyprowadzenie równania Schrödingera
Teoria fali pilotującej oparta jest raczej na dynamice Hamiltona-Jacobiego, niż na lagranżjanie lub dynamice Hamiltona. Używając równania Hamiltona-Jacobiego
{\displaystyle H\left(\mathbf {q} ,{\frac {\partial S}{\partial \mathbf {q} }},t\right)+{\frac {\partial S}{\partial t}}\left(\mathbf {q} ,t\right)=0}
można wyprowadzić równanie Schrödingera:
Rozważmy klasyczną cząstkę – której pozycja nie jest dokładnie znana. Musimy postępować z nią według zasad statystyki, zatem znana jest tylko gęstość prawdopodobieństwa {\displaystyle \rho (x,t).} Prawdopodobieństwo musi być zachowane, czyli zachodzi {\displaystyle \int \rho \,d^{3}x=1} dla każdego {\displaystyle t.} Zatem musi być spełnione równanie ciągłości:
{\displaystyle \partial \rho /\partial t=-\nabla (\rho v)\quad (1)}
gdzie {\displaystyle v(x,t)} jest prędkością cząstki.
W formule mechaniki klasycznej Hamiltona-Jacobiego, prędkość dana jest przez {\displaystyle v(x,t)={\frac {\nabla S(x,t)}{m}},} gdzie {\displaystyle S(x,t)} jest rozwiązaniem równania Hamiltona-Jacobiego
{\displaystyle -{\frac {\partial S}{\partial t}}={\frac {\left(\nabla S\right)^{2}}{2m}}+V\quad (2)}
Możemy połączyć {\displaystyle (1)} i {\displaystyle (2)} w jedno równanie zespolone, poprzez wprowadzenie funkcji zespolonej {\displaystyle \psi ={\sqrt {\rho }}e^{\frac {iS}{\hbar }}.} Wówczas te dwa równania są równoważne z
{\displaystyle i\hbar {\frac {\partial \psi }{\partial t}}=\left(-{\frac {\hbar ^{2}}{2m}}\nabla ^{2}+V-Q\right)\psi ,} gdzie {\displaystyle Q=-{\frac {\hbar ^{2}}{2m}}{\frac {\nabla ^{2}{\sqrt {\rho }}}{\sqrt {\rho }}}}
Jest to zależne od czasu równanie Schrödingera z dodatkowym potencjałem, potencjałem kwantowym {\displaystyle Q,} który jest potencjałem siły kwantowej, proporcjonalnej (w przybliżeniu) do krzywizny funkcji falowej.

### Formuły dla pojedynczej cząstki
Fala materii de Broglie opisana jest zależnym od czasu równaniem Schrödingera:
{\displaystyle i\hbar {\frac {\partial \psi }{\partial t}}=\left(-{\frac {\hbar ^{2}}{2m}}\nabla ^{2}+V\right)\psi }
Zespoloną funkcję falową można zapisać tak:
{\displaystyle \psi ={\sqrt {\rho }}\;\exp \left({\frac {i\,S}{\hbar }}\right)}
Wstawiając to do równania Schrödingera, można otrzymać dwa nowe równania dla zmiennych rzeczywistych. Pierwszym jest równanie ciągłości dla prawdopodobieństwa {\displaystyle \rho }:
{\displaystyle \partial \rho /\partial t+\nabla \cdot (\rho v)=0,}
gdzie pole prędkości zdefiniowane jest następująco:
{\displaystyle {\vec {v}}({\vec {r}},t)={\frac {\nabla S({\vec {r}},t)}{m}}.}
Zgodnie z teorią fali pilotującej, punktowa cząstka i fala są obie realnymi i rozróżnialnymi bytami (w przeciwieństwie do standardowej mechaniki kwantowej, gdzie cząstka i fala są tym samym bytem, złączonym dualizmem korpuskularno-falowym). Fala pilotująca prowadzi punktową cząstkę, jak to opisuje równanie prowadnicy.
Zwykła mechanika kwantowa i teoria fali pilotującej oparte są na tym samym równaniu różniczkowym cząstkowym. Podstawową różnicą jest fakt, że w zwykłej mechanice kwantowej, równanie Schrödingera połączone jest ze światem realnym przy pomocy postulatu Borna, który głosi, że gęstość prawdopodobieństwa pozycji cząstki dana jest przez {\displaystyle \rho =|\psi |^{2}.} Teoria fali pilotującej traktuje równanie prowadnicowe jako prawo fundamentalne, a zasadę Borna postrzega jako wynikającą z tego koncepcję.
Drugim równaniem jest zmodyfikowane równanie Hamiltona-Jacobiego dla działania {\displaystyle S{:}}
{\displaystyle -{\frac {\partial S}{\partial t}}={\frac {\left(\nabla S\right)^{2}}{2m}}+V+Q,}
gdzie Q jest potencjałem kwantowym, zdefiniowanym jako
{\displaystyle Q=-{\frac {\hbar ^{2}}{2m}}{\frac {\nabla ^{2}{\sqrt {\rho }}}{\sqrt {\rho }}}}
Zaniedbując Q, równanie redukuje się do równania Hamiltona-Jacobiego dla klasycznej cząstki punktowej (Ściśle rzecz biorąc, jest to tylko półklasyczne ograniczenie, ponieważ wciąż działa superpozycja cząstki i potrzebny jest mechanizm dekoherencji w celu pozbycia się tego. Mechanizmu takiego może dostarczyć interakcja z otoczeniem.). Zatem potencjał kwantowy jest odpowiedzialny za wszystkie tajemnicze zjawiska mechaniki kwantowej.
Można również zmodyfikować równanie Hamiltona-Jacobiego przy pomocy równania prowadnicy, aby otrzymać pół-newtonowskie równanie ruchu
{\displaystyle m\,{\frac {d}{dt}}\,{\vec {v}}=-\nabla (V+Q),}
gdzie czas hydrodynamiczny zdefiniowany jest jako
{\displaystyle {\frac {d}{dt}}={\frac {\partial }{\partial t}}+{\vec {v}}\cdot \nabla .}

### Sformułowanie dla wielu cząstek
Równanie Schrödingera dla funkcji falowej wielu ciał {\displaystyle \psi ({\vec {r}}_{1},{\vec {r}}_{2},\dots ,t)} dane jest poprzez
{\displaystyle i\hbar {\frac {\partial \psi }{\partial t}}=\left(-{\frac {\hbar ^{2}}{2}}\sum _{i=1}^{N}{\frac {\nabla _{i}^{2}}{m_{i}}}+V(\mathbf {r} _{1},\mathbf {r} _{2},\dots \mathbf {r} _{N})\right)\psi }
Zespolona funkcja falowa może być zapisana jako w postaci
{\displaystyle \psi ={\sqrt {\rho }}\;\exp \left({\frac {i\,S}{\hbar }}\right)}
Fala pilotująca kieruje ruchem cząstek. Prędkość j-tej cząstki wyraża wzór
{\displaystyle {\vec {v}}_{j}={\frac {\nabla _{j}S}{m_{j}}}.}
Prędkość j-tej cząstki jawnie zależy od położenia innych cząstek, co oznacza, że teoria jest nielokalna.

### Pusta funkcja falowa
Lucien Hardy oraz John Stewart Bell podkreślali, że w ujęciu mechaniki kwantowej de Broglie-Bohma mogą istnieć puste fale, reprezentowane przez funkcję falową, rozchodzącą się w przestrzeni i czasie, ale nie niosącą energii ani pędu, ani nie związana z cząstką. Ta sama koncepcja została określona falami duchami (lub polami duchami) przez Alberta Einsteina.
Pojęcie pustej funkcji falowej uznawano za kontrowersyjne. W przeciwieństwie do tego, w interpretacji wielu światów mechaniki kwantowej nie ma pustych funkcji falowych.

### Krytyka
Z definicji mechanika kwantowa zajmuje się zachowaniem pojedynczych kwantów. Jest więc liniowa. Teoria fali pilotującej wprowadza nieliniowość do równań. Co według niektórych naukowców jest mocnym kontrargumentem.